# Магалдрат
Магалдрат (INN: Magaldrate) — поширений антацидний препарат, який використовується для лікування пептичної виразки, а також езофагіту при гастроезофагеальній рефлюксній хворобі. Випускається у формі пероральної суспензії або таблеток.

## Розробка
Магалдрат уперше був синтезований німецьким хіміком Гюнтером Галманом і запатенований 2 лютого 1960 року компанією Byk Gulden Lomberg Chemische Fabrik (ФРН). У 1983 році діюча речовина зареєстрована як оригінальний лікарський препарат "Ріопан".

## Фармакологія
Магалдрат є комплексом алюмінату гідроксид магнію, який під дією шлункового соку перетворюється на Mg(OH)2 та Al(OH)3, які погано всмоктуються, чим забезпечують стійкий антацидний ефект.

### Протипоказання
Підвищена чутливість до компонентів препарату; ниркова недостатність, особливо у пацієнтів, які перебувають на гемодіалізі, за неможливості контролювати зростаючі концентрації алюмінію й магнію в сироватці крові та ризику досягнення токсичних концентрацій.

### Взаємодії та побічні реакції
Магалдрат може негативно взаємодіяти з такими препаратами:  тетрациклін, бензодіазепіни, індометацини. Великі дози або тривале використання можуть призвести до частих дефекацій та рідкої консистенції калу. У деяких випадках це може впливати на функції шлунково-кишкового тракту, іноді провокуючи закреп або діарею.